# Марк Джексон (баскетболіст)
Марк А. Джексон (англ. Mark A. Jackson; нар. 1 квітня 1965, Бруклін, Нью-Йорк, США) — американський професіональний баскетболіст, що грав на позиції розігруючого захисника за низку команд НБА. По завершенні спортивної кар'єри працював баскетбольним коментатором на каналах ESPN та ABC. Для каналу YES Network працював експертом з «Нью-Джерсі Нетс». Згодом — баскетбольний тренер. З 2014 року — оглядач на телеканалі ESPN.

## Ігрова кар'єра
Починав грати у баскетбол у команді старшої школи імені єпископа Лафліна (Бруклін, Нью-Йорк). Вже тоді вважався одним з найкращих розігруючих захисників Америки. На університетському рівні грав за команду Сент Джон'с (1983—1987).
1987 року був обраний у першому раунді драфту НБА під загальним 18-м номером командою «Нью-Йорк Нікс». У своєму дебютному сезоні набирав 13,6 очка та 10,6 асиста за гру, вигравши нагороду Новачка року в НБА.
1989 року був включений до складу команди зірок Сходу на матч всіх зірок НБА. У плей-оф «Нікс» обіграли спочатку «Філадельфія Севенті-Сіксерс» з Чарльзом Барклі на чолі, однак поступилися в наступному раунді «Чикаго Буллз» Майкла Джордана. Після підписання нового контракту 1990 року почав поступово втрачати свою зіркову форму.
З 1992 по 1994 рік грав у складі «Лос-Анджелес Кліпперс». Разом з партнерами по команді Денні Меннінгом та Роном Гарпером двічі поспіль виходили до плей-оф НБА.
1994 року перейшов до «Індіана Пейсерз», у складі якої провів наступні 2 сезони своєї кар'єри.
Наступною командою в кар'єрі гравця була «Денвер Наггетс», за яку він відіграв один сезон та куди був обміняний на Джелена Роуза. Цей обмін став катастрофою для «Індіани», яка опинилась на 10-ому місці Східної конференції за підсумками регулярного сезону. Після цього генеральний менеджер «Пейсерз» Донні Волш віддав «Денверу» Вінсента Аск'ю, Едді Джонсона та два драфт-піки другого раунду, щоб повернути Джексона назад до Індіанаполіса. Таким чином наступні три сезони Марк знову провів у «Індіані». 2000 року команда з ним дійшла до фіналу НБА, де поступилася «Лос-Анджелес Лейкерс».
2000 року перейшов до «Торонто Репторз», у складі якої зіграв 54 матчі, після чого був обміняний до «Нью-Йорк Нікс».
З 2002 по 2003 рік грав у складі «Юта Джаз», де підмінював Джона Стоктона, як резервний гравець.
Останньою ж командою в кар'єрі гравця стала «Х'юстон Рокетс», до складу якої він приєднався 2003 року і за яку відіграв один сезон.

## Досягнення
Станом на 2017 рік займає 13 місце в історії НБА за кількістю зіграних матчів (1,296) та 4-е за кількістю результативних передач (10,323).
Джексон став причиною зміни одного з правил НБА. Через його звичку тиснути на опонента спиною в атаці 15 секунд і більше, ліга вирішила змінити це правило до 5 секунд. Таким чином більше не дозволялося рухатися спиною до кошика суперника більше, ніж 5 секунд поспіль. Це нововведення згодом почали називати «Правило Марка Джексона».

## Статистика виступів в НБА
| *Лідер ліги |

### Регулярний сезон
| Сезон              | Команда                 | GP    | GS    | MPG  | FG%  | 3P%   | FT%  | RPG | APG   | SPG | BPG | PPG  |
| ------------------ | ----------------------- | ----- | ----- | ---- | ---- | ----- | ---- | --- | ----- | --- | --- | ---- |
| 1987–88            | «Нью-Йорк Нікс»         | 82    | 80    | 39.6 | .432 | .254  | .774 | 4.8 | 10.6  | 2.5 | .1  | 13.6 |
| 1988–89            | «Нью-Йорк Нікс»         | 72    | 72    | 34.4 | .467 | .338  | .698 | 4.7 | 8.6   | 1.9 | .1  | 16.9 |
| 1989–90            | «Нью-Йорк Нікс»         | 82    | 69    | 29.6 | .437 | .267  | .727 | 3.9 | 7.4   | 1.3 | .0  | 9.9  |
| 1990–91            | «Нью-Йорк Нікс»         | 72    | 21    | 22.2 | .492 | .255  | .731 | 2.7 | 6.3   | .8  | .1  | 8.8  |
| 1991–92            | «Нью-Йорк Нікс»         | 81    | 81    | 30.4 | .491 | .256  | .770 | 3.8 | 8.6   | 1.4 | .2  | 11.3 |
| 1992–93            | «Лос-Анджелес Кліпперс» | 82    | 81    | 38.0 | .486 | .268  | .803 | 4.7 | 8.8   | 1.7 | .1  | 14.4 |
| 1993–94            | «Лос-Анджелес Кліпперс» | 79    | 79    | 34.3 | .452 | .283  | .791 | 4.4 | 8.6   | 1.5 | .1  | 10.9 |
| 1994–95            | «Індіана Пейсерз»       | 82    | 67    | 29.3 | .422 | .310  | .778 | 3.7 | 7.5   | 1.3 | .2  | 7.6  |
| 1995–96            | «Індіана Пейсерз»       | 81    | 81    | 32.6 | .473 | .430  | .785 | 3.8 | 7.8   | 1.2 | .1  | 10.0 |
| 1996–97            | «Денвер Наггетс»        | 52    | 52    | 38.5 | .425 | .397  | .801 | 5.2 | 12.3* | 1.0 | .2  | 10.4 |
| 1996–97            | «Індіана Пейсерз»       | 30    | 30    | 35.1 | .427 | .316  | .766 | 4.1 | 9.8   | 1.5 | .1  | 9.0  |
| 1997–98            | «Індіана Пейсерз»       | 82    | 82    | 29.4 | .416 | .314  | .761 | 3.9 | 8.7   | 1.0 | .0  | 8.3  |
| 1998–99            | «Індіана Пейсерз»       | 49    | 49    | 28.2 | .419 | .311  | .823 | 3.8 | 7.9   | .9  | .1  | 7.6  |
| 1999–2000          | «Індіана Пейсерз»       | 81    | 81    | 27.0 | .432 | .403  | .806 | 3.7 | 8.0   | .9  | .1  | 8.1  |
| 2000–01            | «Торонто Репторз»       | 54    | 54    | 33.4 | .422 | .345  | .842 | 3.4 | 9.2   | 1.2 | .1  | 8.5  |
| 2000–01            | «Нью-Йорк Нікс»         | 29    | 28    | 27.1 | .411 | .310  | .529 | 4.1 | 5.6   | .7  | .0  | 5.9  |
| 2001–02            | «Нью-Йорк Нікс»         | 82    | 81    | 28.9 | .439 | .405  | .791 | 3.8 | 7.4   | .9  | .0  | 8.4  |
| 2002–03            | «Юта Джаз»              | 82    | 0     | 17.9 | .398 | .284  | .763 | 2.1 | 4.6   | .6  | .0  | 4.7  |
| 2003–04            | «Х'юстон Рокетс»        | 42    | 3     | 13.7 | .340 | .171  | .718 | 1.7 | 2.8   | .4  | .0  | 2.5  |
| Усього за кар'єру  | Усього за кар'єру       | 1,296 | 1,091 | 30.2 | .447 | .332  | .770 | 3.8 | 8.0   | 1.2 | .1  | 9.6  |
| В іграх усіх зірок | В іграх усіх зірок      | 1     | 0     | 16.0 | .600 | 1.000 | .500 | 2.0 | 4.0   | 1.0 | 1.0 | 9.0  |

### Плей-оф
| Сезон             | Команда                 | GP  | GS | MPG  | FG%  | 3P%  | FT%   | RPG | APG  | SPG | BPG | PPG  |
| ----------------- | ----------------------- | --- | -- | ---- | ---- | ---- | ----- | --- | ---- | --- | --- | ---- |
| 1988              | «Нью-Йорк Нікс»         | 3   | –  | 42.8 | .367 | .417 | .727  | 4.8 | 9.8  | 2.5 | .0  | 14.3 |
| 1989              | «Нью-Йорк Нікс»         | 9   | –  | 37.3 | .510 | .393 | .679  | 3.4 | 10.1 | 1.1 | .3  | 14.7 |
| 1990              | «Нью-Йорк Нікс»         | 9   | –  | 9.0  | .419 | .000 | .727  | .6  | 2.3  | .2  | .0  | 3.8  |
| 1991              | «Нью-Йорк Нікс»         | 3   | 0  | 12.0 | .333 | –    | –     | .0  | 2.7  | .3  | .3  | .7   |
| 1992              | «Нью-Йорк Нікс»         | 12  | 12 | 30.7 | .402 | .190 | .815  | 2.3 | 7.2  | .8  | .0  | 8.3  |
| 1993              | «Лос-Анджелес Кліпперс» | 5   | 5  | 37.6 | .438 | .500 | .864  | 5.8 | 7.6  | 1.6 | .2  | 15.2 |
| 1995              | «Індіана Пейсерз»       | 17  | 17 | 32.5 | .454 | .400 | .739  | 5.2 | 7.1  | .8  | .0  | 9.9  |
| 1996              | «Індіана Пейсерз»       | 5   | 5  | 37.2 | .353 | .222 | .765  | 5.0 | 6.0  | 1.2 | .0  | 10.6 |
| 1998              | «Індіана Пейсерз»       | 16  | 16 | 30.9 | .417 | .378 | .794  | 4.6 | 8.3  | 1.4 | .0  | 9.2  |
| 1999              | «Індіана Пейсерз»       | 13  | 13 | 34.7 | .495 | .412 | .714  | 4.5 | 8.6  | 1.1 | .1  | 11.2 |
| 2000              | «Індіана Пейсерз»       | 23  | 23 | 27.6 | .392 | .313 | .903  | 3.7 | 7.7  | .8  | .1  | 8.1  |
| 2001              | «Нью-Йорк Нікс»         | 5   | 5  | 31.2 | .500 | .250 | 1.000 | 5.2 | 5.2  | 1.6 | .0  | 9.0  |
| 2003              | «Юта Джаз»              | 5   | 0  | 16.6 | .500 | .556 | 1.000 | 1.0 | 3.2  | .6  | .0  | 7.2  |
| 2004              | «Х'юстон Рокетс»        | 5   | 0  | 7.6  | .167 | .000 | –     | .6  | 1.0  | .4  | .0  | .4   |
| Усього за кар'єру | Усього за кар'єру       | 131 | –  | 28.8 | .432 | .345 | .777  | 3.6 | 6.9  | 1.0 | .1  | 9.0  |

## Тренерська робота
6 червня 2011 року був призначений головним тренером «Голден-Стейт Ворріорс». Після провального першого сезону, вивів команду до плей-оф у другому, передусім завдяки вдалій грі Стефа Каррі та Клея Томпсона. Команда опинилась у плей-оф вперше з 2007 року. У першому раунді «Ворріорс» обіграли «Денвер Наггетс», а у другому — поступилися «Сан-Антоніо Сперс». Наступного року команда знову пробилася до плей-оф, проте поступилася в першому ж раунді «Лос-Анджелес Кліпперс». 6 травня 2014 року Джексона було звільнено з посади головного тренера.

### Тренерська статистика
| Команда                 | Сезон   | G   | W   | L   | W–L% | Місце                 | PG | PW | PL | PW–L% | Результат                       |
| ----------------------- | ------- | --- | --- | --- | ---- | --------------------- | -- | -- | -- | ----- | ------------------------------- |
| «Голден-Стейт Ворріорс» | 2011–12 | 66  | 23  | 43  | .348 | 4-е в Тихоокеанському | —  | —  | —  | —     | не вийшли до плей-оф            |
| «Голден-Стейт Ворріорс» | 2012–13 | 82  | 47  | 35  | .573 | 2-е в Тихоокеанському | 12 | 6  | 6  | .500  | Програш у Півфіналі Конференції |
| «Голден-Стейт Ворріорс» | 2013–14 | 82  | 51  | 31  | .622 | 2-е в Тихоокеанському | 7  | 3  | 4  | .429  | Програш у Першому раунді        |
| Усього                  |         | 230 | 121 | 109 | .526 |                       | 19 | 9  | 10 | .474  |                                 |